# Мечеть Бадшахи
Мече́ть Бадша́хи (урду  بادشاہی مسجد‎ — мечеть падишаха) — вторая по величине мечеть Пакистана, расположенная в городе Лахор. Мечеть считается одним из наиболее значимых памятников индо-исламской сакральной архитектуры эпохи Великих Моголов. Вторая по величине мечеть Пакистана после мечети Фейсал в Исламабаде.

## История
С 1584 по 1598 год в Лахоре располагалась резиденция могольского императора Акбара Великого. Его преемники подолгу жили в этой резиденции и украшали город новыми великолепными постройками. Последний из династии Великих Моголов, Аурангзеб (1658—1707), построил в Лахоре знаменитую мечеть, которая называется «мечетью Бадшахи». Лахорская мечеть стала последним достижением архитектуры периода Великих Моголов.
Построенная в 1673—74 годах году мечеть с тех пор является главной достопримечательностью Лахора. Она похожа на построенную двумя десятилетиями ранее мечеть Джама-Масджид в Дели. На мраморной плите, установленной над главным входом в мечеть, имеется резная надпись: «Мечеть победоносного и отважного владыки Мухиддина Мухаммада Аламгира, построенная и законченная под управлением самого скромного служащего императорского двора Фидаи Хан Кока, в 1084 году Хиджры». Упоминаемый в надписи Фидаи Хан Кока был сводным братом Аурангзеба и начальником артиллерии в его армии. Стоимость строительства мечети «превысила шесть лакхов рупий» (1 лакх = 100 тысячам рупий). В последующем на содержание мечети направлялись доходы от целого княжества Мултан.
В начале XIX столетия Лахор был захвачен сикхами, которые устроили в мечети склад и пороховой погреб. Во времена британского колониального правления галереи внутреннего двора использовались в качестве казарм для солдат. В 1856 году после долгих переговоров мечеть перешла в руки мусульман и была восстановлена. После обретения Пакистаном независимости в 1947 году в мечети велись большие ремонтные работы.
В 1960 году была произведена полная реставрация мечети, после которой мечеть приняла нынешний вид.
В настоящее время мечеть Бадшахи является кандидатом в список объектов Всемирного наследия ЮНЕСКО.

## Архитектура
Жители Лахора считают её самой большой в мире. Размеры внутреннего двора мечети — 159 × 527 м. У мечети восемь минаретов: четыре по углам молитвенного зала и столько же по углам стены, окружающей мечеть. Высота внешних минаретов — 62 метра. Над молитвенным залом возвышаются три огромных беломраморных купола, резко контрастирующие с красными минаретами, построенными из песчаника.
Мечеть построена на высокой платформе, которая возвышается над старым городом напротив Садов Шалимара и Лахорской крепости. К её главному входу с трех сторон ведут лестничные марши из 22 ступеней, которые заканчиваются у сложенной из красного песчаника террасы. Главный вход в мечеть увенчан множеством башенок двухъярусный павильон высотой 19,8 метров. Над павильоном возвышается высокий трехцентровой свод, украшенный резьбой.
Через монументальные ворота можно попасть в огромный внутренний двор. Четыре высоких минарета завершаются изящными беломраморными павильонами. Нынешние павильоны являются копиями XIX века, созданными взамен утраченных в результате землетрясения 1840 года.
Внешний диаметр трёхъярусных минаретов составляет 20,2 м. Внутри круглой шахты диаметром 2,55 метров проложена узкая винтовая лестница из 204 ступеней, ведущая на вершину минарета.
Главный вход открывается в обширный, вымощенный кирпичом внутренний двор, в котором может уместиться от 55 до 60 тысяч верующих. В центре двора устроен беломраморный фонтан, возле которого верующие совершали омовение. В настоящее время фонтан для этой цели уже давно не используется. Двор окружает изящная арочная галерея, в которой в эпоху Моголов располагалось медресе. В 1856 году британцы снесли восточную часть галереи, но позже она была восстановлена и некоторое время служила залом для омовений.
В западном конце двора высится центральное здание мечети. Площадь здания, увенчанного тремя изящными куполами, составляет 23,375 кв. футов. Фасад из красного песчаника облицован алебастровыми панелями и украшен тончайшей резьбой, а также мраморной инкрустацией. Сводчатый проем центрального входа имеет высоту 16,5 метров.
Интерьер главного здания мечети состоит из двух протяженных залов. Ближний зал разделен на два обширных помещения, а дальний состоит из семи сообщающихся между собой залов, разделенных восемью массивными арками. Все убранство интерьера выполнено в технике резьбы по известковой штукатурке. Исключение составляет отделанный мрамором михраба.

## Реликвии
В верхнем ярусе главного входа располагается маленький музей, в котором хранятся многие исламские реликвии. Всего в стеклянных витринах хранятся двадцать семь реликвий, среди которых зелёный тюрбан пророка Мухаммеда, отпечаток его ноги и его знамя; платки, вышитые дочерью пророка Мухаммеда, Фатимой; первая сура Корана, переписанная рукой праведного халифа Али ибн Абу Талиба; платок Хусейна ибн Али со следами его крови.
Согласно преданию, большинство реликвий, находящихся в мечети, были привезены в Лахор великим завоевателем Тимуром — «железным хромцом». Хранившиеся первоначально в императорском дворце Шиш-Махал (Зеркальный дворец), в 1883 году они были переданы в мечеть Бадшахи.
В 2002 году из музея мечети были украдены сандалии, принадлежавшие пророку Мухаммеду. Полиция арестовала восемь служителей мечети, которых обвинили в халатности, благодаря которой преступники смогли совершить кражу. В связи с кражей руководством мечети ставился вопрос о переносе реликвий в более безопасное место — Лахорский музей. В итоге было решено оставить их в мечети, к которой ежегодно приезжает огромное число паломников, желающих воочию увидеть исламские реликвии.